# Christian Krohg
Christian Krohg, född 13 augusti 1852 i Vestre Aker, död 16 oktober 1925 i Oslo, var en norsk målare, tecknare, grafiker, författare och journalist. Han var son till Georg Anton Krohg. 

## Biografi
Krohg avlade en kandidatexamen i juridik vid Universitetet i Christiania 1873, han studerade konst vid Eckersbergs malerskole 1869-1870, och följde undervisningen vid Den konglige Tegneskole 1870-1871 utan att vara inskriven som elev, därefter studerade han under vintern 1874 för Hans Gude och Karl Gussow våren 1874 till våren 1875 vid Die Grossherzogliche Badische Kunst-Schule i Karlsruhe, samt slutligen för Karl Gussow vid Königliche Akademie der bildenden Künste i Berlin hösten 1875 till våren 1878.
Han gjorde därefter ett par betydelsefulla resor, till Skagen 1879 och Paris 1881. Han inspirerades av realisterna och valde huvudsakligen motiv från vardagslivet, ofta vardagens mörkare eller mer socialt utsatta sidor. De socialt betonade ämnena ur huvudstadens fattigfolksliv inleddes med ett i flera varianter målat motiv Daggryning (1880), av den unga sömmerskan som somnat vid symaskinen, sedan hon arbetat hela natten på en beställd balklänning. Krogh förklarade själva, att motivet för honom endast betytt ett måleriskt problem, nämligen brytningen mellan fotogenlampans och det genom rullgardinen insipprande morgondagerns ljus, och ville inte tala om målningens sociala innebörd. Motivet med syflickan förde sedan över till den så kallade Albertine-serien, behandlande de prostituerades liv, som genom Hans Jaegers bok Fra Kristianiabohêmen 1885 dragits fram i dagsdiskussionen. För Albertines sak agiterade Krohg själv genom boken Albertine från 1886. Den orsakade uppståndelse då den först utgavs, och beslagtogs av polisen. Följande år målade han även en stor målning, Albertine i polisläkarens väntrum, på samma tema.
Hans nästa stora målning, Kampen för tillvaron (1888–1889), visande brödutdelningen till de fattiga en råkall vintermorgon. Denna målning fick ett vänligare mottagande än tidigare serier, men det stora erkännandet av hans måleri kom senare. Förutom dessa motiv målade Krohg bland annat mustigt realistiska bilder från fiskarstugorna i Skagen och livet på sjön, samt en rad porträtt. Hans produktivitet som målare avmattades något under 1890-talet, då han alltmer övergick till journalistiken. Åren 1890–1910 verkade han som journalist på Verdens Gang och hans intervjuer där blev banbrytande för det moderna skrivsättet. Sedan han 1909 anställts som direktör på Statens Kunstakademi, en tjänst han innehade fram till sin död, fick måleriet på nytt hans fulla intresse. Han skapade nu målningar med en friare färgsättning och ett större intresse för rörelse i sina målningar.
Krohgs skrifter och tidningsartiklar samlades i fyra band och utgavs under titeln Kampen för Tilværelsen (1920–1922).
Under de perioder han tillbringade i Skagen, dit han kom första gången 1879, hade han stort inflytande på Anna och Michael Ancher.[källa behövs]
Han var gift med Oda Krohg och far till konstnären Per Krohg (1889–1965). 
Målningen To menn i en båt på havet var en kopia av en av Krohgs målningar, den såldes i en affär i Oslo för 5000 kronor 1989. Tavlan var då märkt med signaturen Nach C. Krohg och var därmed en godkänd kopia, köparen avlägsnade ordet Nach och sålde målningen vidare som en äkta Christian Krohg för 275 000 kr. Målningen blev senare värderad till 675 000 kr av en konsthandlare.

## Representation
Krohg är representerad vid bland annat Nasjonalmuseet, Nationalmuseum, Stockholm, Statens Museum for Kunst, Metropolitan Museum, Smithsonian American Art Museum, Göteborgs konstmuseum, Thielska galleriet, Malmö konstmuseum, Skien kommunes kunstsamling, Oslo Museum, Lillehammer kunstmuseum, Trondheim kunstmuseum, Stortingets kunstsamling, Norsk Maritimt Museum, Stavanger kunstmuseum, Mjøsmuseet, Nordnorsk Kunstmuseum, Haugesund Billedgalleri, Drammens museum, Anno Glomdalsmuseet, Gudbrandsdalsmusea AS, Ibsenmuseet, Aust-Agder museum og arkiv, Michael og Anna Anchers Hus, Københavns Museum, Skagens Museum och J.F. Willumsens museum.

## Målningar

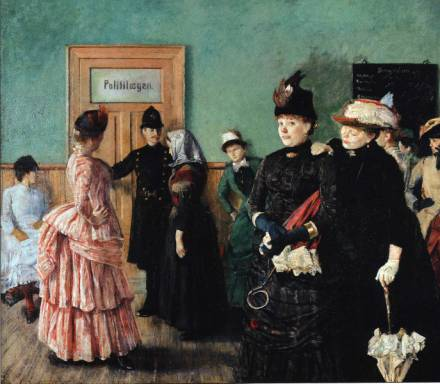
Albertine i polisläkarens väntrum
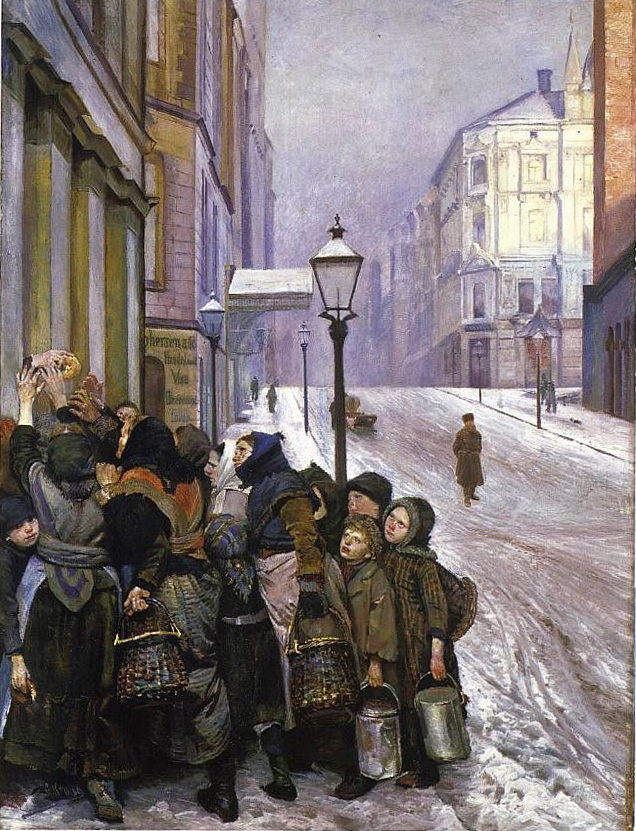
Kampen för tillvaron (1889).
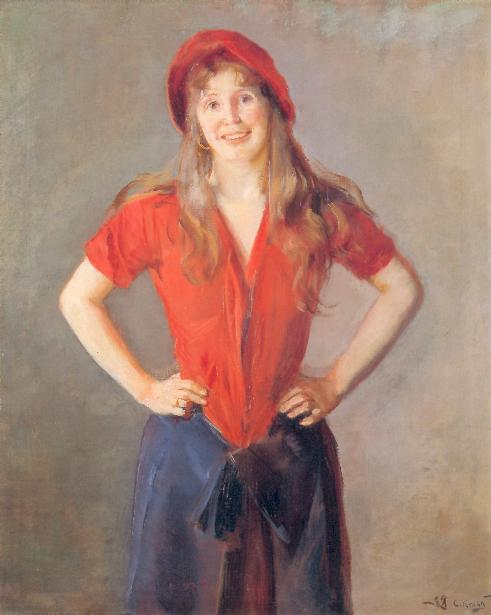
Oda Krohg
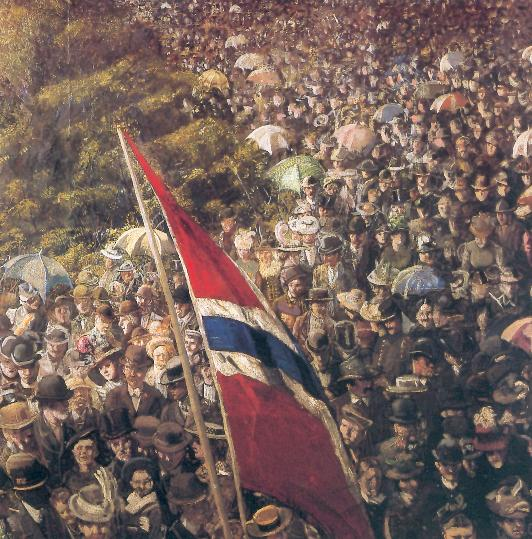
17 maj 1893
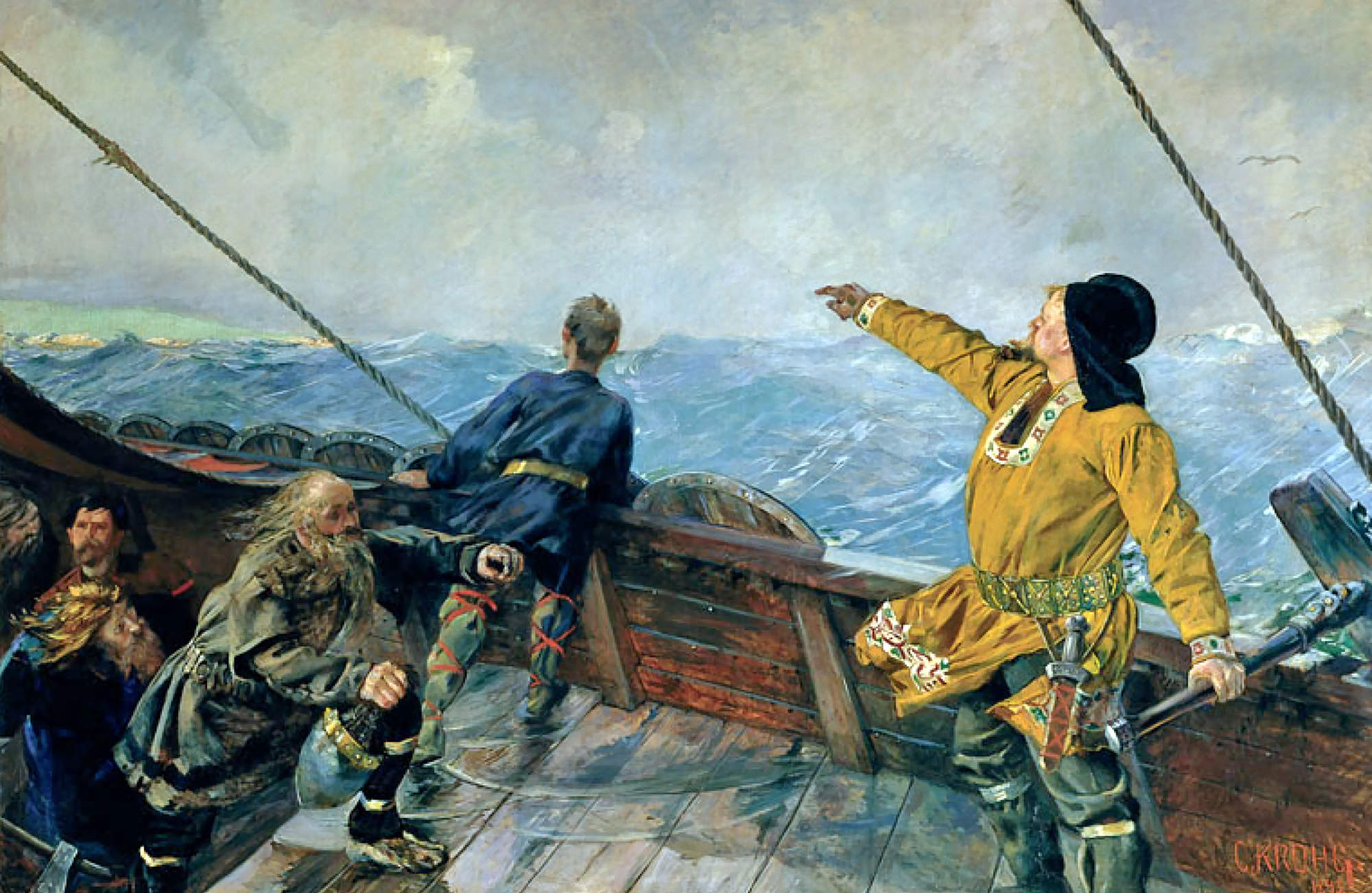
Leif Eriksson upptäcker Amerika (1893).

### Svenska översättningar
- Albertine / öfversättning af Victor. Minneapolis: Svenska folkets tidnings förl. 1888. Libris 835508
- Albertine / översättning och efterord av Monika Rudbeck. Henån: Slussen. 1994. Libris 8383550. ISBN 91-970971-5-2
- ”Skagen”. Skagenmålarna (Stockholm : Millesgården, [1996]):  sid. [40]-[59]  : ill. (vissa i färg). 1996. Libris 2160920